# تپه چورچور
تپه چورچور مربوط به هزاره اول (پیش از میلاد) است و در شهرستان تکاب، بخش تخت سلیمان، دهستان ساروق، روستای داش قیزقاپان واقع شده است. این اثر در تاریخ ۳۰ دی ۱۳۸۵ با شمارهٔ ثبت ۱۶۷۴۹ به عنوان یکی از آثار ملی ایران به ثبت رسیده است.